# Adriaan van Maanen
Adriaan van Maanen, nizozemsko-ameriški astronom, * 31. marec 1884, Sneek, Nizozemska, † 26. januar 1946, Pasadena, Kalifornija, ZDA.

## Življenje in delo
Van Maanen je raziskoval Osončje in zvezde. Po njem se imenuje zvezda iz vrste belih pritlikavk, ki je znana po svoji veliki povprečni gostoti zvezdne snovi (približno 400 kg/cm³) (glej van Maanenova zvezda). Ocenil je, da je imelo 21 planetarnih meglic, ki jih je študiral, povprečno razdaljo 4.500 svetlobnih let in da sevajo 10-krat več svetlobe kot Sonce. Ocenil je premer krožne meglice v Liri na več kot 6 bilijonov km, medtem ko je povprečni premer vsake izmed 21 meglic, ki jih je proučeval, približno 1 svetlobno leto ali skoraj 9,6 bilijonov km.
Študiral je lastna gibanja meglic. Njegovi rezultati so kazali, da se M101, katere navidezni premer je več kot pol stopinje, vrti s hitrostjo 0,02 ločne sekunde na leto okrog naše Galaksije. To bi pomenilo, da je perioda meglice reda velikosti nekaj 10.000 let, neodvisno od njene oddaljenosti od nas. Če bi bila M101 zvezni sestav, ki bi bil po velikosti primerljiv s Shapleyevim (pravilnim) modelom Rimske ceste, bi takšna perioda kazala na njeno super-relativistično hitrost. Gibala bi se hitreje od svetlobe. To nesoglasje je napeljalo Shapleya na sklep, da mora biti M101 manjše telo, ki je sestavni del Rimske ceste. Le tako je lahko dovolj blizu, da njene hitrosti ne presegajo svetlobne. Shapleyevo sklepanje je bilo brez napake, bili pa so napačni merski podatki. Heber Curtis je v znani debati proti Shapleyu leta 1920 izpostavil, da so merski podatki o gibanju M101 vprašljivi, saj jih niso ponovili. Kasneje leta 1935, ko je nesoglasje že razrešila druga meritev, sta Hubble in van Maanen na posnetih fotografskih ploščah, iz katerih so dobili meritve, pokazala, da so bile le posledica opazovalnih napak.